# John Sheppard (kompozytor)
John Sheppard, także Shepherd (ur. około 1515,  pochowany 21 grudnia 1558) – angielski kompozytor.

## Życiorys
W latach 1543–1548 pełnił funkcję informator choristarum w Magdalen College w Oksfordzie. Od 1552 roku był członkiem Chapel Royal. W 1554 roku Uniwersytet Oksfordzki przyznał mu tytuł doktora.
Należał do czołowych kompozytorów angielskich 1. połowy XVI wieku, w swojej twórczości łączył dorobek szkoły niderlandzkiej z wpływami miejscowymi. Pozostawił po sobie liczne dzieła sakralne do tekstów w języku łacińskim: msze, części mszalne, magnificaty, motety, w późniejszym okresie tworzył także utwory liturgiczne i anthemy na potrzeby nabożeństw anglikańskich. Znaczna część utworów Shepparda oparta jest na melodiach stałych, cantus firmus pojawia się w wartościach niezróżnicowanych lub postaci zornamentowanej, czasami tylko melodia stała zostaje poddana imitacji.